# Samantha Middleborn
Samantha Middleborn (Rialto, 10 novembre 1990) è una pallavolista statunitense.
Gioca nel ruolo di centrale nel Chieri '76.

## Biografia
Figlia di Dale e Marilyn Middleborn, nasce a Rialto, in California. Si diploma alla Wilmer Amina Carter High School, mentre in seguito studia antropologia alla California State University, San Bernardino. È madre single delle due gemelle Penelope e Andrea.

## Carriera

### Club
La carriera di Samantha Middleborn inizia nei tornei scolastici californiani, giocando per la Wilmer Amina Carter HS. Dopo il diploma gioca a livello universitario nella NCAA Division II con la CSU San Bernardino, raggiungendo due finali nazionali.
Nella stagione 2012-13 inizia la sua carriera professionistica in Francia, vestendo la maglia del Terville Florange e conquistando la promozione dall'Élite alla Ligue A. Nella stagione seguente viene ingaggiata per un biennio dalla formazione del Kanti, con cui prende parte alla Lega Nazionale A svizzera.
Dopo un periodo di inattività, nell'estate del 2016 prende parte al draft della V-League, venendo selezionata dal KGC Ginseng, ma poco dopo scopre di essere incinta, dovendo così rinunciare al contratto col club sudcoreano. Fa ritorno in campo nel marzo 2018, quando viene ingaggiata dal Chieri '76 per le ultime gare della Serie A2 2017-18, conquistando la promozione in Serie A1, che disputa con la formazione piemontese nella stagione seguente.